# Setzmaschine

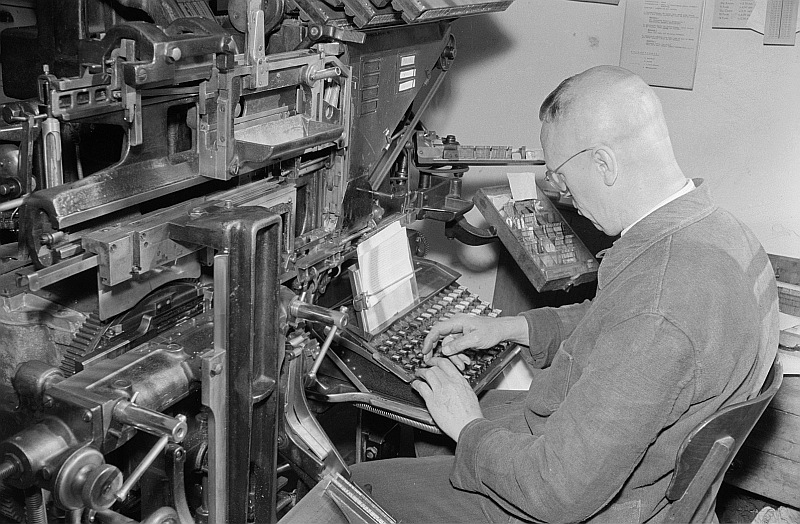
Schriftsetzer an einer Setzmaschine, 1953

Als Setzmaschine bezeichnet man im Druckwesen Apparate bzw. Maschinen zur Herstellung des Schrifttypensatzes mittels Bleisatzlettern bzw. -zeilen. Die ersten Entwicklungen in diesem Bereich begannen mit der mechanisierten Anordnung zuvor gegossener Bleisatzlettern zu kompletten Zeilen. Mit weiteren Entwicklungen konnten die Setzapparate dann zusätzliche Bearbeitungsschritte wie z. B. Ausschließen und Ablegen übernehmen. Auch gab es Versuche mit Logotypen, um eine Beschleunigung zu erreichen.

## Anfänge der Setzmaschine
Bestrebungen, die langsame Arbeitsweise des Handsatzes durch Maschinen abzulösen, wurden unter anderem durch die Weiterentwicklung der Druckmaschinen begünstigt. Vor allem die Schnellpresse beschleunigte den Druckvorgang erheblich. Es fehlte jedoch ein ausreichend schnelles und flexibles Satzverfahren für den Text, um der steigenden Nachfrage an gedrucktem Material gerecht werden zu können. Ab Mitte des 19. Jahrhunderts gab es zahlreiche Versuche, den Flaschenhals des Setzvorgangs durch Maschineneinsatz zu überwinden. Die meisten Entwicklungen waren jedoch zum Scheitern verurteilt.

## Typensetzmaschine
Die erste Maschinenart wurde Typensetzmaschine genannt, weil sie herkömmliche Lettern aus Schriftmetall verwendete, wie sie auch im Handsatz eingesetzt wurden. Bei den Typensetzmaschinen wurden die zu setzenden Zeichen über eine Klaviatur beziehungsweise eine Tastatur eingegeben. Ein Tastendruck öffnete den Kanal zu dem dazugehörigen Magazin, und eine (Handsatz-)Type wurde freigegeben. Diese wurden nacheinander an einer zentralen Stelle zu einer Zeile gesammelt. Das Ausschließen der Zeile und das Ablegen nach dem Druck wurden zunächst in Handarbeit durchgeführt; spätere Erfindungen konnten dies automatisch. Der Antrieb der Maschinen erfolgte durch ein Pedal oder Dampfkraft; ein Modell wurde auch mit Strom betrieben.
Beispiele für wichtige Vertreter:
Der Erfinder des Funktionsprinzips der Typensetzmaschine ist William Church. Er erhielt im Jahr 1822 ein englisches Patent auf seine Maschine. Hier wurden die gesetzten Zeilen einzeln aus der Maschine entnommen und mit der Hand ausgeschlossen. Das Problem des langwierigen Ablegens in Handarbeit sollte durch den steten Einsatz neuer Typen umgangen werden. Die gebrauchten Typen sollten wieder eingeschmolzen werden. Church hatte zu diesem Zweck auch eine Schnellgießmaschine entwickelt.
Christian Sörensen entwickelte 1855 den „Tacheotyp“. Diese Setzmaschine arbeitete erstmals mit speziellen Lettern, die durch verschieden gezahnte Signaturen an den Schriftkegeln unterschieden wurden. Damit konnte das Ablegen automatisch stattfinden. Dieses Prinzip wurde auch von späteren Erfindern wieder aufgegriffen, etwa bei der Linotype-Setzmaschine.
Charles Kastenbein erhielt 1869 ein englisches Patent auf seine Setzmaschine. Auch hier wurden die Zeilen mit der Hand ausgeschlossen. Einer ebenfalls von ihm entwickelten Ablegemaschine mussten die Typen von Hand angereicht werden.
Charles S. Westcott hatte 1871 eine Maschine entwickelt, bei welcher ein Schriftgieß- und ein Setzapparat verbunden waren, so dass die auf der Taste angeschlagene Type jedes Mal neu gegossen, das Ablegen somit ganz vermieden wurde; sie konnte jedoch nicht automatisch ausschließen und arbeitete deshalb zu langsam, auch war ihr Mechanismus zu kompliziert.
Die Maschine von James Paige war 1872 die erste ihrer Art, die automatisch die Satzzeilen ausschließen und den Satz ablegen konnte.
John Hooker hatte 1877 in London eine elektrische Setzmaschine für die Druckerei Clowes gebaut. Er setzte an die Stelle der Tastatur kleine Kupferplatten, die Teil eines elektrischen Schaltkreises waren. Berührte der Setzer sie mit einem speziellen Stift, so schloss er damit den Schaltkreis, und ein Magnet steuerte die Freigabe der Type. Mit der Clowes konnte nur glatter Satz ohne Versalien erzeugt werden; diese mussten mit der Hand eingesetzt werden.
Das Prinzip der Typensetzmaschine konnte sich jedoch nicht durchsetzen, da die Handsatztypen schwierig in den Maschinen zu transportieren waren und in der Regel ein manuelles Ablegen erforderten. Das Schriftmetall war zu weich für eine maschinelle Verarbeitung und blieb oft in den Maschinen stecken. Auch waren mehrere Personen zum Bedienen einer einzelnen Maschine erforderlich, wodurch die Kostenersparnis stark sank. Wenn Typensetzmaschinen eingesetzt wurden, konnte man damit nur wenig schneller arbeiten als im Handsatz. Abgelöst wurde das Verfahren durch Maschinen, die mit Hilfe von Matrizen die Zeilen selbständig neu gießen konnten.

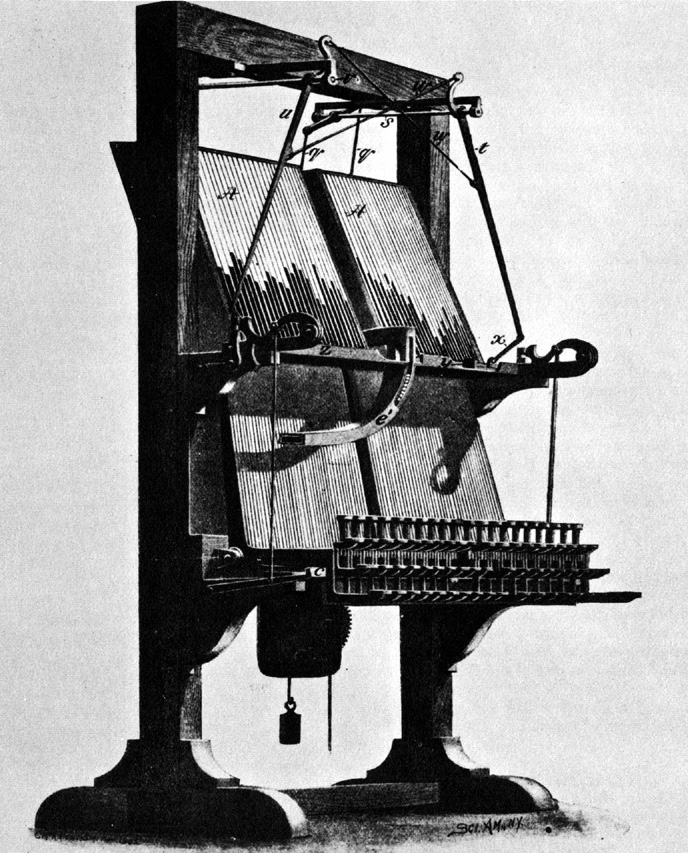
Die erste Setzmaschine von William Church
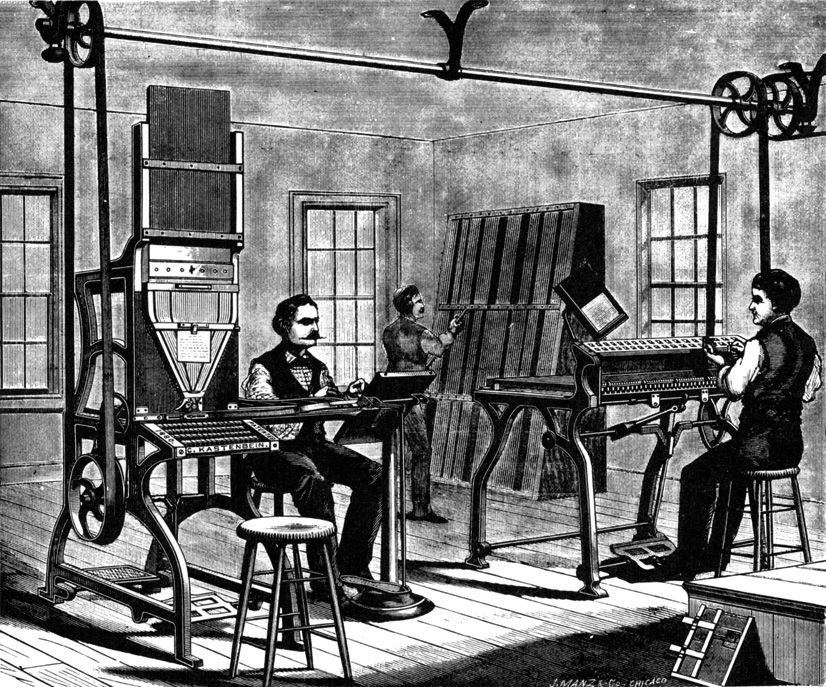
Die Typensetzmaschine von Charles Kastenbein

## Zeilensetz- und Gießmaschine
Das Funktionsprinzip der Zeilensetz- und Gießmaschinen beruhte darauf, statt mit Handsatzlettern nun mit Matrizen zu arbeiten. Aus diesen wurde eine Form zusammengestellt, die darauf mit flüssigem Blei ausgegossen wurde. Die Maschinen konnten die Zeilen vorher automatisch ausschließen und die verwendeten Matrizen danach auch eigenständig in ihr Magazin zurücktransportieren.
Beispiele für wichtige Vertreter:
Die bekannteste Zeilensetzmaschine hat Ottmar Mergenthaler im Jahr 1886 mit der Linotype-Setzmaschine vorgestellt. Über eine Tastatur löste man Gußmatrizen aus ihren Magazinkanälen aus. Die einzelnen Matrizen wurden zu einer Zeile gesammelt und mit Spatienkeilen (variable Wortabstände) auf volle Zeilenbreite ausgeschlossen, bevor sie in einer Gießeinrichtung zu einer einteiligen Zeile gegossen wurden. Nach dem Zeilenguss wurden die Buchstabenmatrizen und Spatienkeile automatisch wieder in ihren Magazinen abgelegt, um für die weitere Verwendung verfügbar zu sein. – Das erste Maschinenmodell verwendete noch Druckluft für den Matrizentransport vom Matrizenmagazin zum Zeilensammler; später kam für diesen Matrizentransport ein endloses Transportband zum Einsatz. Die Linotype-Setzmaschine wurde von Mergenthaler und seinen Nachfolgern weiterentwickelt. Sie wurde bis Ende des Jahres 1976 hergestellt. Eine Konkurrenzmaschine, die nach identischem Prinzip und mit teilweise gleichen Bauteilen arbeitete, war nach 1912 die Intertype-Setzmaschine, nachdem die Patentrechte für die Linotype-Setzmaschine abgelaufen waren.
Der Typograph des amerikanischen Erfinders Rogers wurde 1890 erstmals gebaut. Hier befanden sich die einzelnen Matrizen als an Drähten geführte Stäbe in einem Korb. Nach Abguss der Zeile wurden sie durch Abkippen des Korbes wieder in ihre Ausgangsposition gebracht. Auch hier entstand eine gegossene Zeile aus einem Stück. – Ein wesentlicher Nachteil der Typograph-Maschine (z. B. gegenüber der Linotype-Setzmaschine): eine Folgezeile konnte erst „gesetzt“ werden, nachdem die Matrizen für den letzten Zeilenguss wieder in ihre Ausgangsposition gelangt waren.
Die Monotype-Setzmaschine von Tolbert Lanston aus dem Jahr 1897 verwendete ebenfalls Einzelmatrizen, jedoch war das System anders aufgebaut und bestand aus zwei Einheiten. An der Eingabeeinheit (Taster) erzeugte der Setzer einen Lochstreifen, der anschließend an der separaten Gießmaschine eingelesen wurde. Diese erzeugte einen Satz aus einzelnen Lettern, was im Gegensatz zu den anderen Systemen Korrekturen meist ohne einen Neuguss der jeweils gesamten Zeile ermöglichte.
Das Matrizensystem hatte die früheren Probleme mit den Bleitypen gelöst. Die Gießmaschinen ließen sich erstmals wirtschaftlich einsetzen, da sie sich von einer einzelnen Person bedienen ließen. Die Satzleistung lag bei etwa 6.000 bis 10.000 Zeichen in der Stunde.

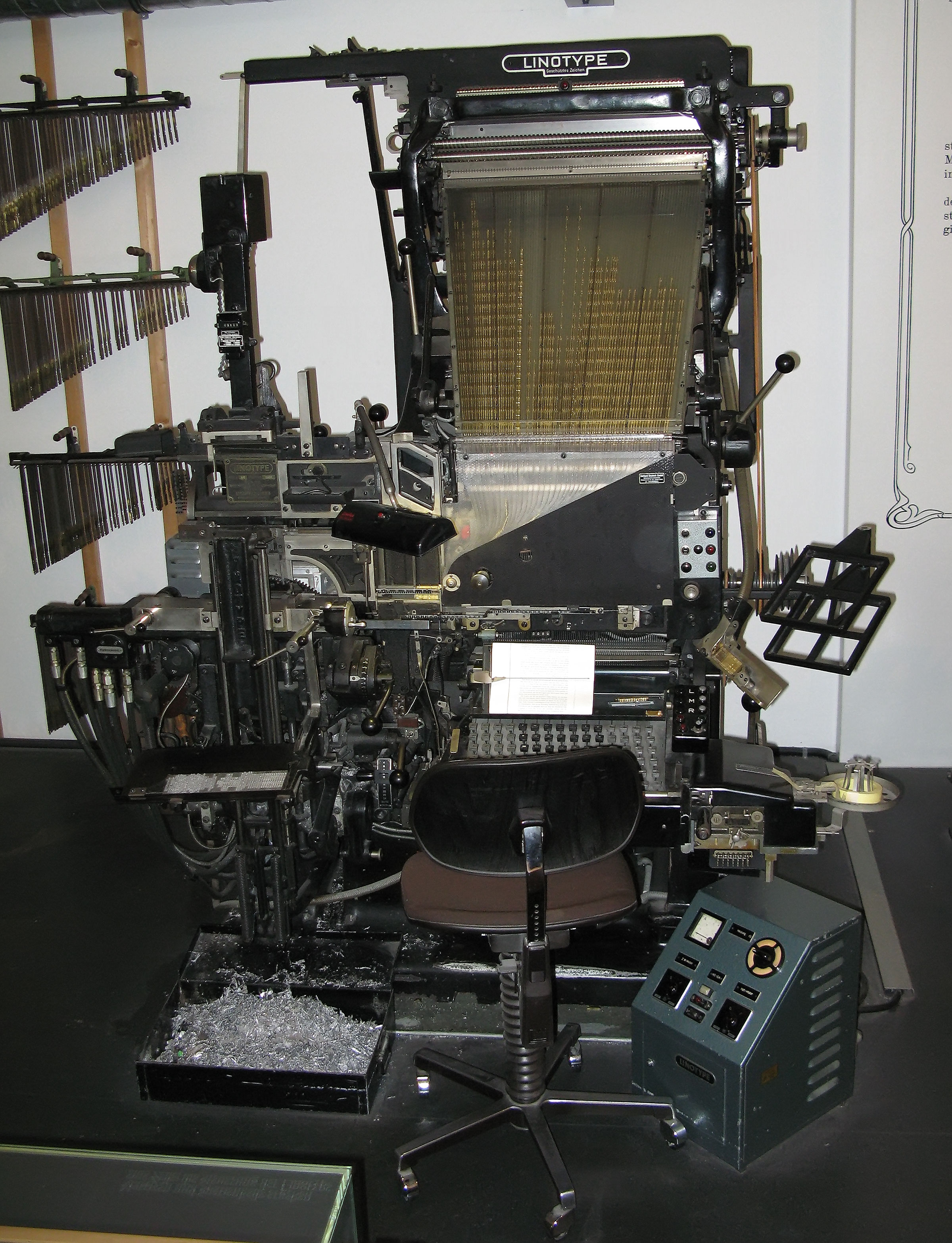
Linotype-Setzmaschine von 1965
Linotype-Matrizenzeile
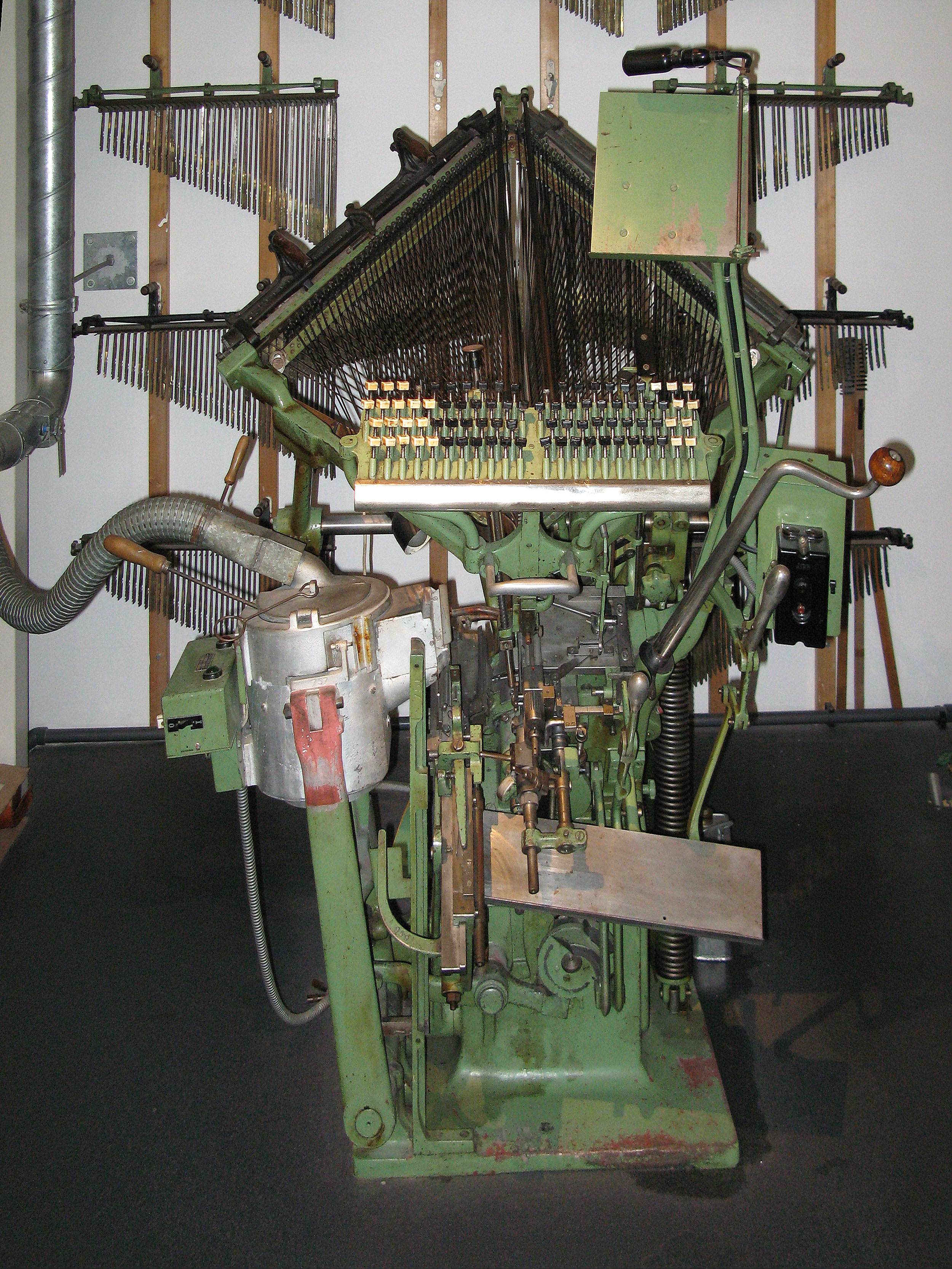
Typograph, Modell von 1965
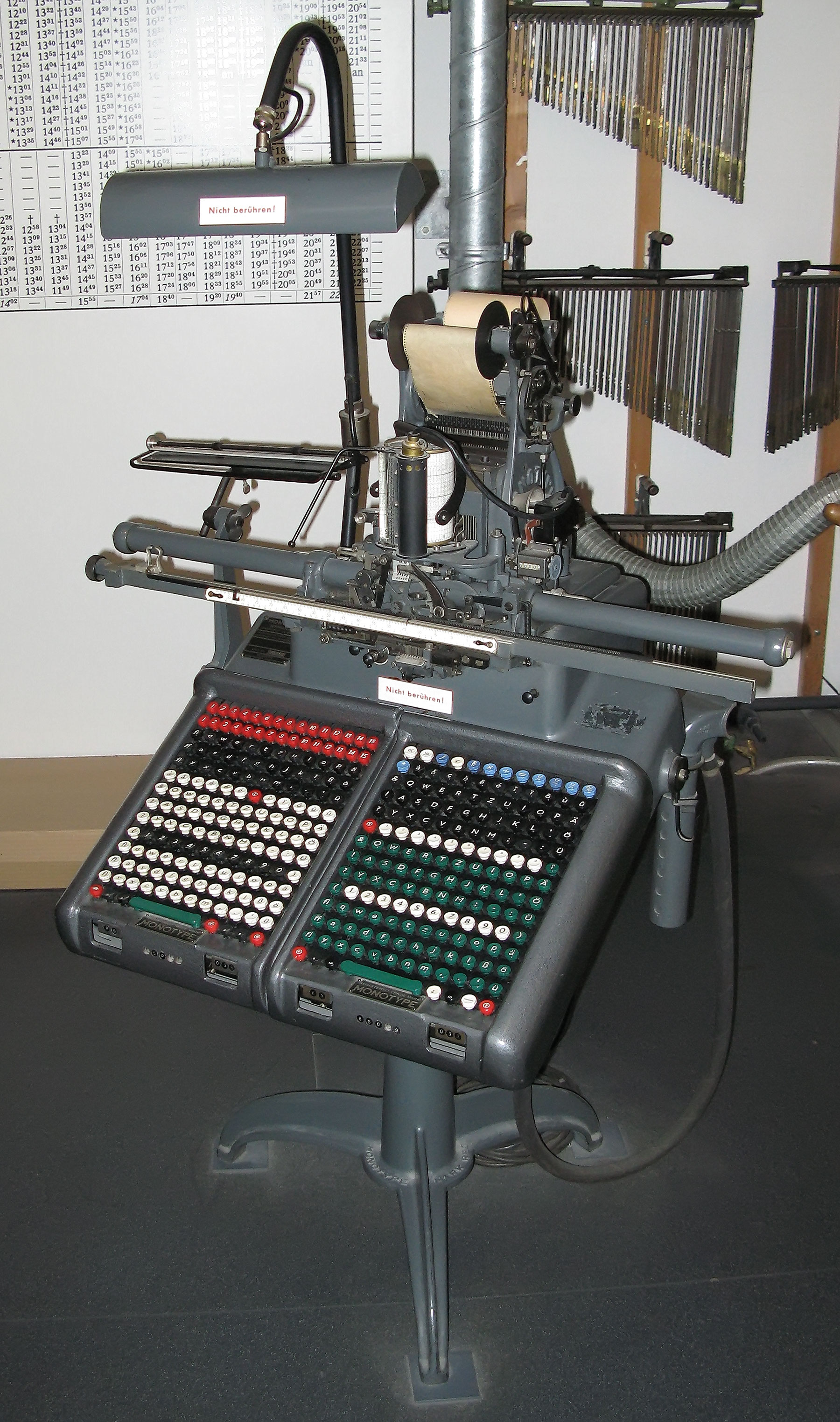
Monotype Taster-D um 1965
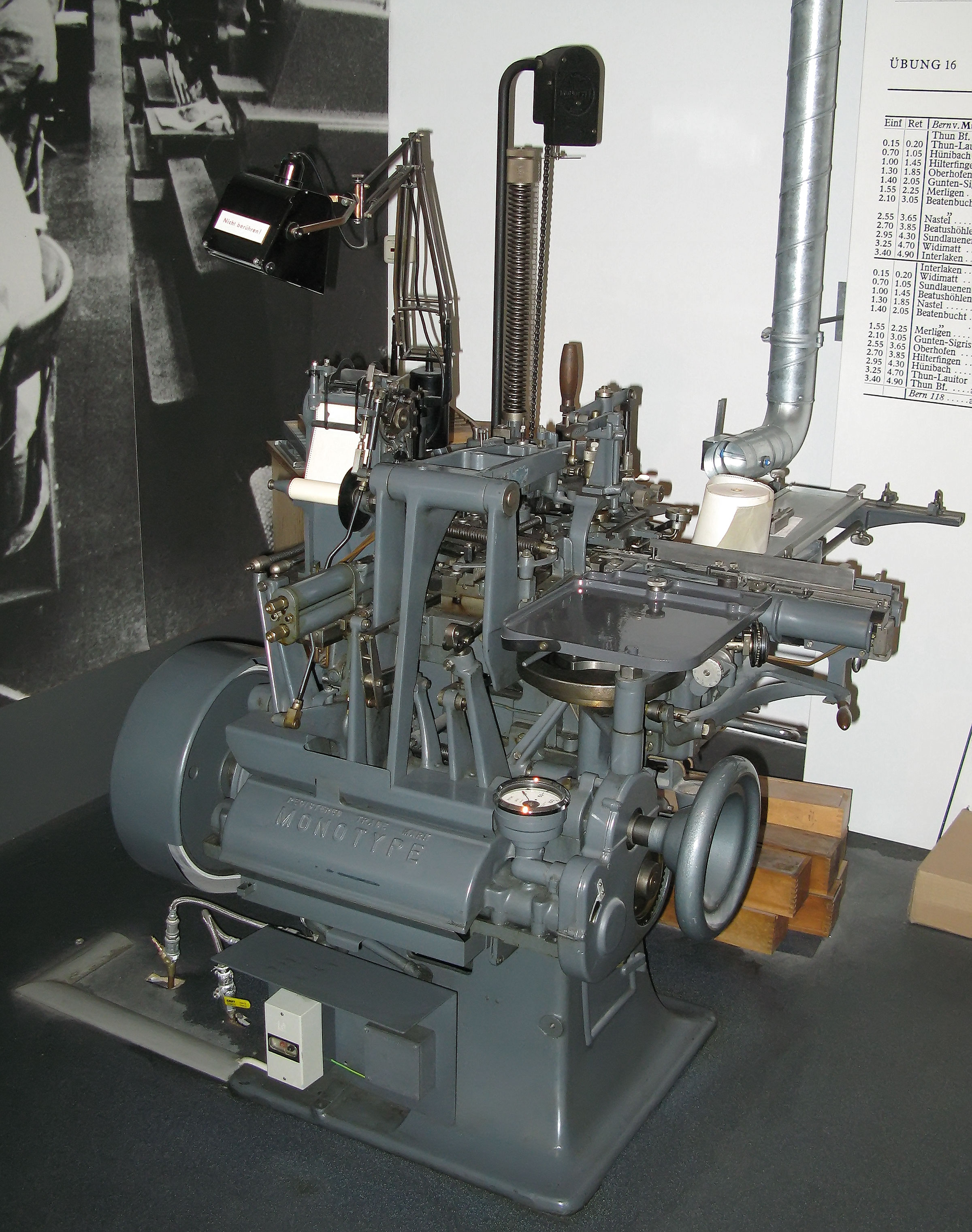
Monotype-Gießmaschine um 1965

## Nachfolgende Maschinentechnik
Als eine kostengünstige Methode zur Satzherstellung galt die Anwendung der Schreibsetzmaschine. Dieses Verfahren existierte parallel zu den Blei- und Fotosetzmaschinen. Mit Schreibsetzmaschinen konnte im Gegensatz zu normalen Schreibmaschinen der Text auch im Blocksatz formatiert werden. Wurde der Text auf spezielle Folien getippt, konnten diese direkt als Druckform dienen.
In den 1950er Jahren begann der Fotosatz mit seiner neuen Technik den Bleisetzmaschinen Konkurrenz zu machen. Das Fotosatzverfahren belichtete u. a. von Matrizen mit eingelassenem Buchstaben-Filmnegativ (Intertype-Fotosetter, eine technologische Zwischenlösung), von einer negativen Schriftscheibe oder -platte (Diatype, Diatronic) oder einer Negativ-Schriftenplatte (u. a. Linofilm, Linotron) die Zeichen auf lichtempfindliches Fotomaterial. Diese Satzmethode wurde auch kalter oder schwereloser Satz genannt, da kein Schriftmetall verwendet wurde und teilweise mechanische Beschränkungen wegfielen. Man konnte im Fotosatz Schriftzeichen beispielsweise stufenlos in der Größe ändern, ohne eine andere Schriftplatte zu verwenden. Während das Ausgabeprodukt der Bleisetzmaschinen immer eine Druckform für das Hochdruckverfahren war, entstand mit dem Fotosatz ein Film, der nach seiner Weiterverarbeitung (z. B. der Montage zur Ganzseite) als Druckform im Offsetdruck benutzt wurde.
Die weiter entwickelte Form des Satzes und der Belichtung auf Film mit proprietärer Hardware war die schriftträgerlose Belichtung mittels Kathodenstrahlröhren (CRT) (Hell-Digiset, Linotronic- und CRTronic-Reihen der Fa. Linotype). Die Schriftinformationen lagen in digitaler Form vor.
Eine Weiterentwicklung im Zusammenhang mit Linotype-Fotosetzmaschinen stellte das SGT (Satz-Gestaltungs-Terminal) dar. Mit Einsatz des SGT konnte man direkt auf einem Bildschirm interaktiv die Seiten ähnlich wie später beim Desktop-Publishing erstellen. Diese „digitalen“ Seiten wurden in Satzkommandos umgewandelt und auf einem Datenträger an eine CRTronic- oder Linotronic-Fotosetzmaschine zur Belichtung übergeben.

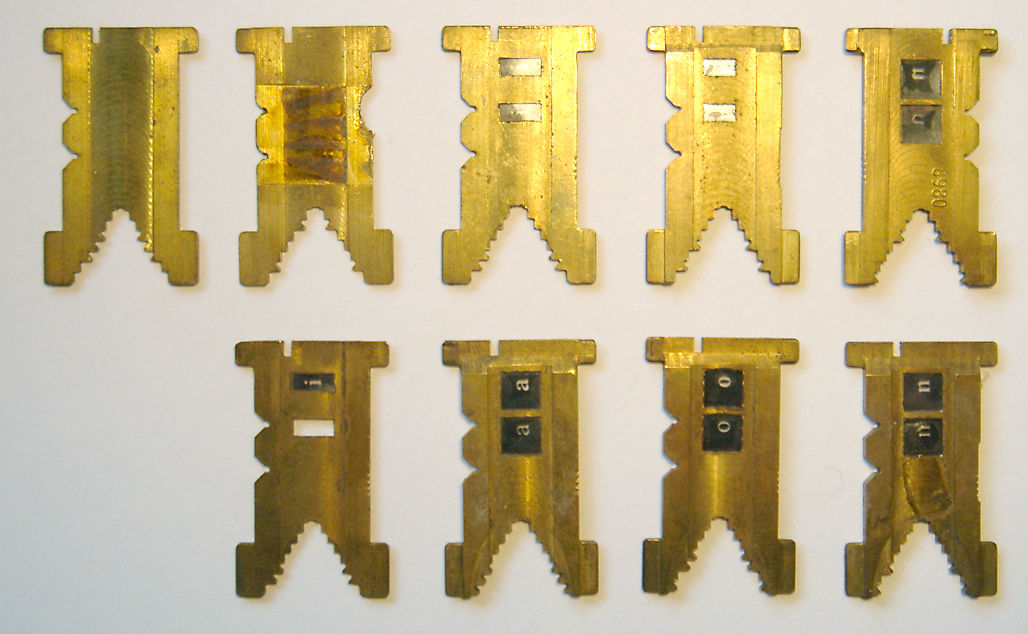
Fotomats der Intertype Fotomatic-Setzmaschine
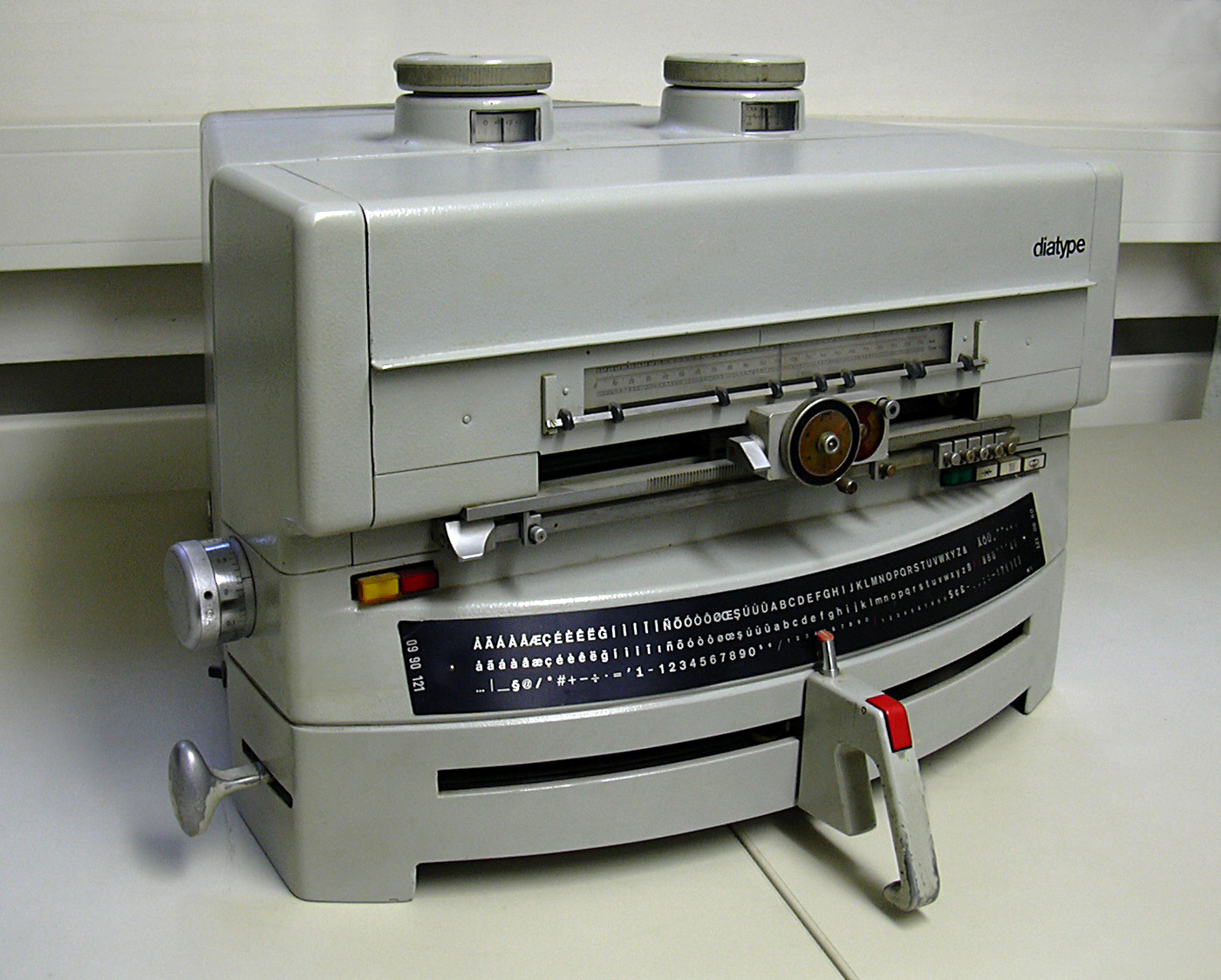
Diatype-Fotosetzgerät
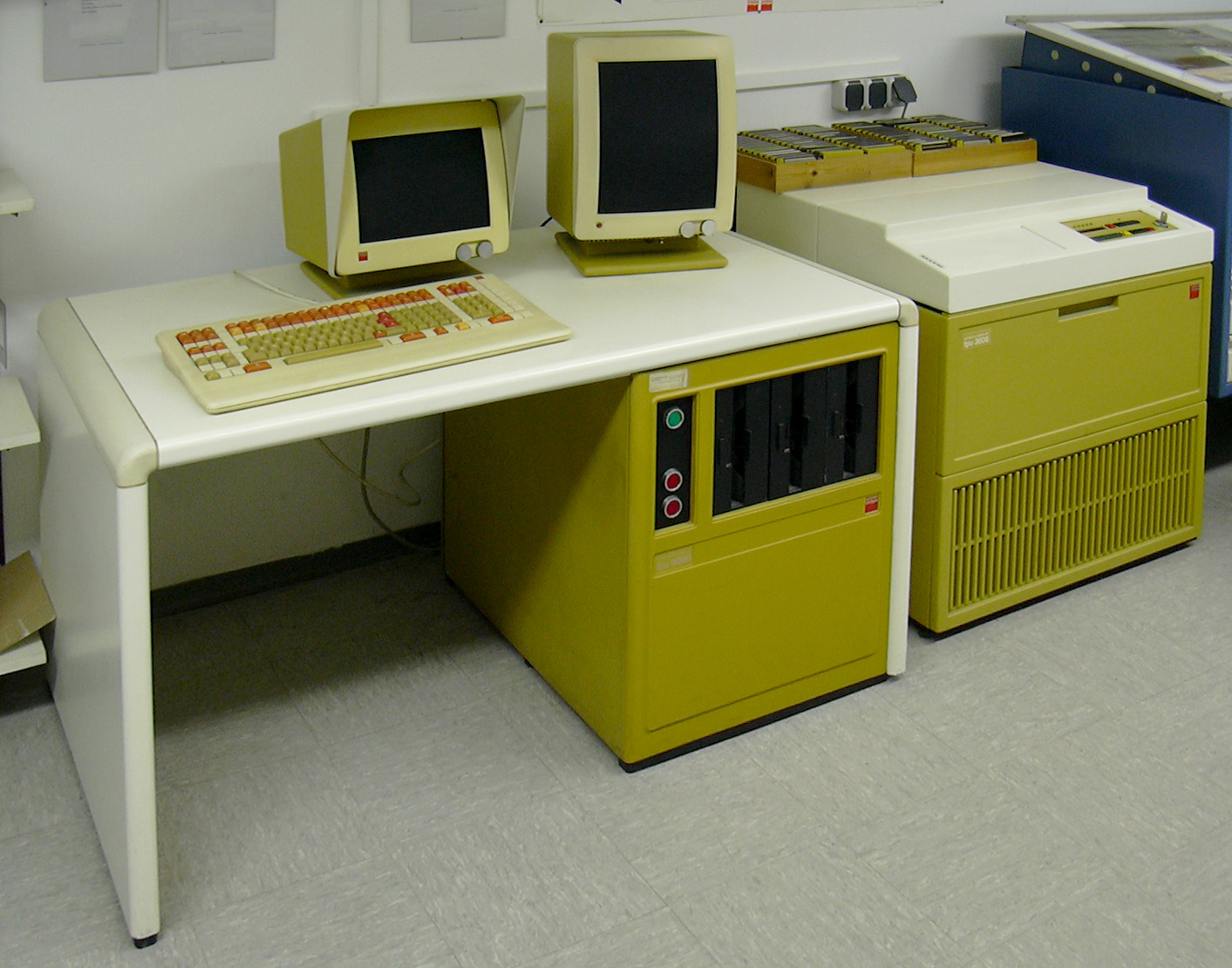
Berthold tps und tpu, Erfassungs- und Belichtungsplatz
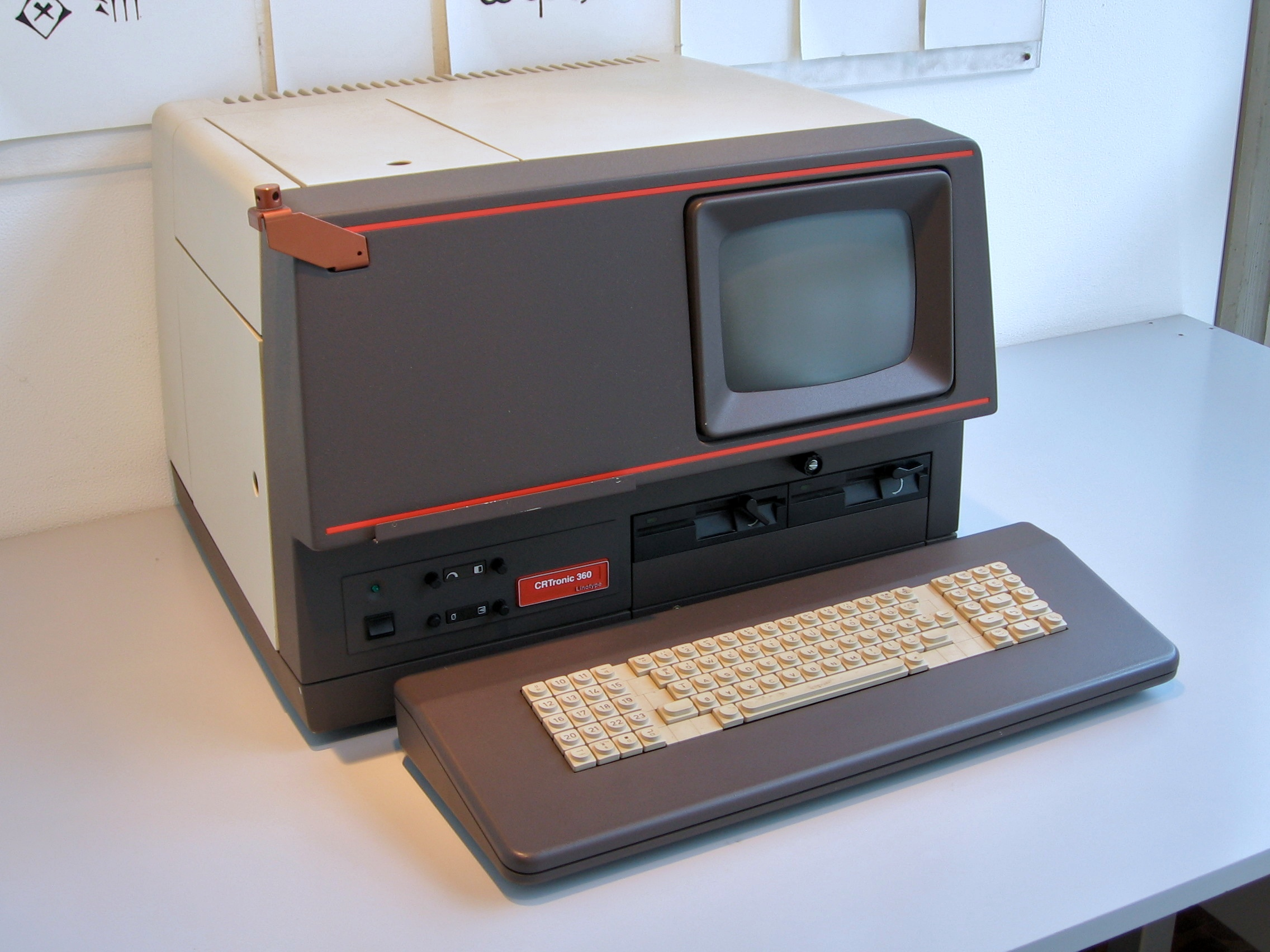
Erfassungsplatz und CRT-Belichter CRTronic 360
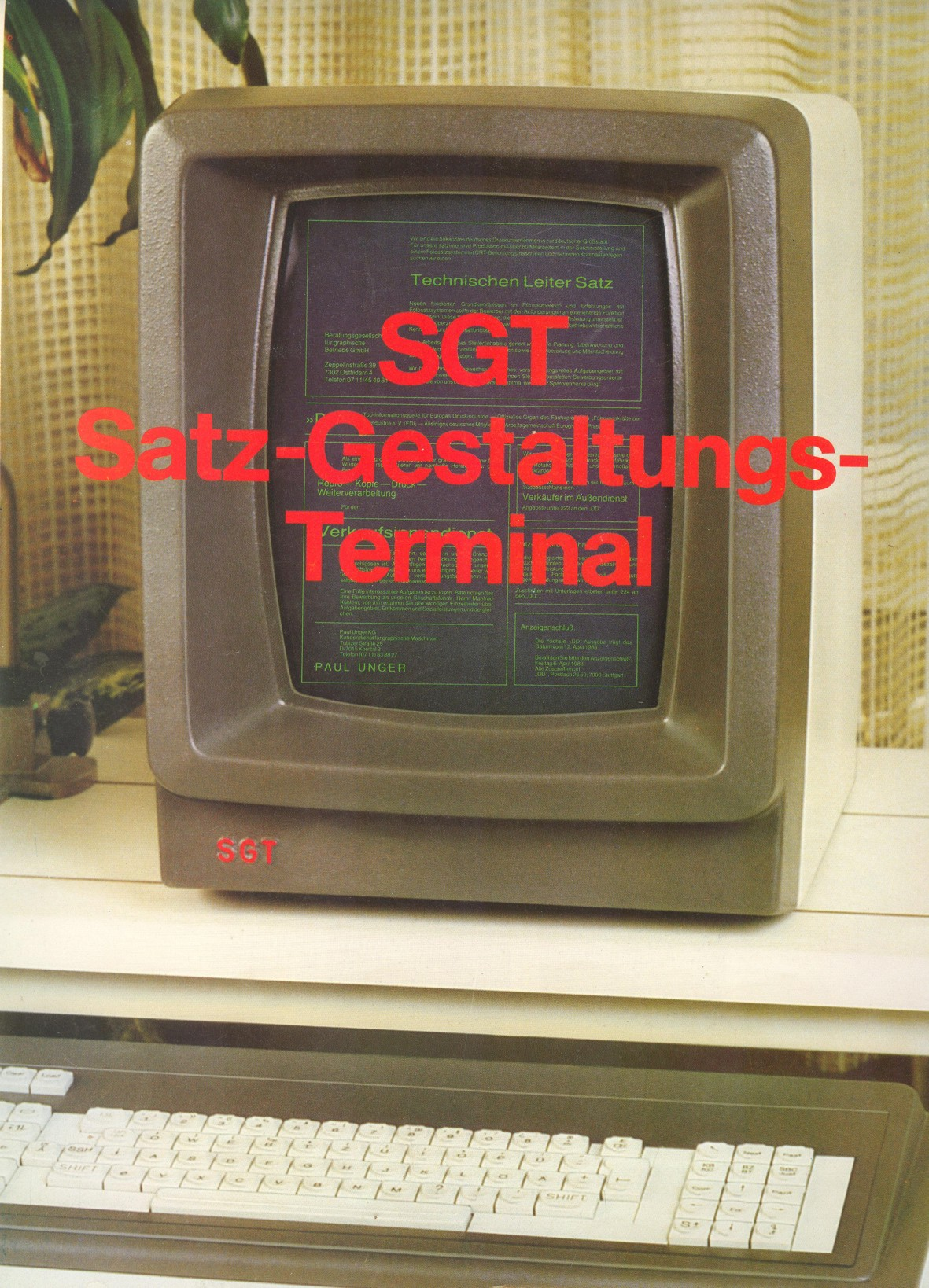
SGT Satz-Gestaltungs-Terminal

## Desktop-Publishing
Bis in die Gegenwart wird zur kommerziellen Satzherstellung überwiegend das ab 1985 eingeführte Desktop-Publishing (DTP) eingesetzt. Mit der Verwendung der Seitenbeschreibungssprache PostScript, dem Erscheinen des DTP-Programms PageMaker von Aldus, dem Desktoprechner Apple Macintosh sowie dem Apple LaserWriter, dem ersten PostScript-fähigen Laserdrucker, übernahmen die Aufgaben der Setzmaschine zunehmend Computer, auf denen ein Satzprogramm oder DTP-Programm betrieben wird. Das Satzergebnis kann an einen externen Filmbelichter übertragen, auf Druckplatten belichtet oder direkt im Digitaldruckverfahren ausgegeben werden.

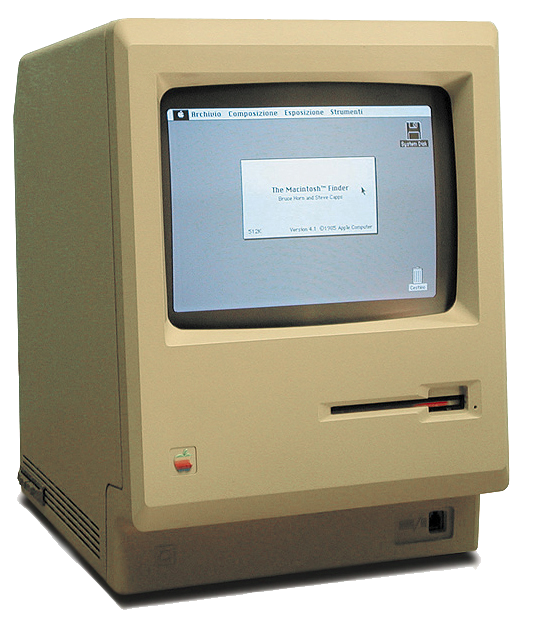
Apple Macintosh (1984)
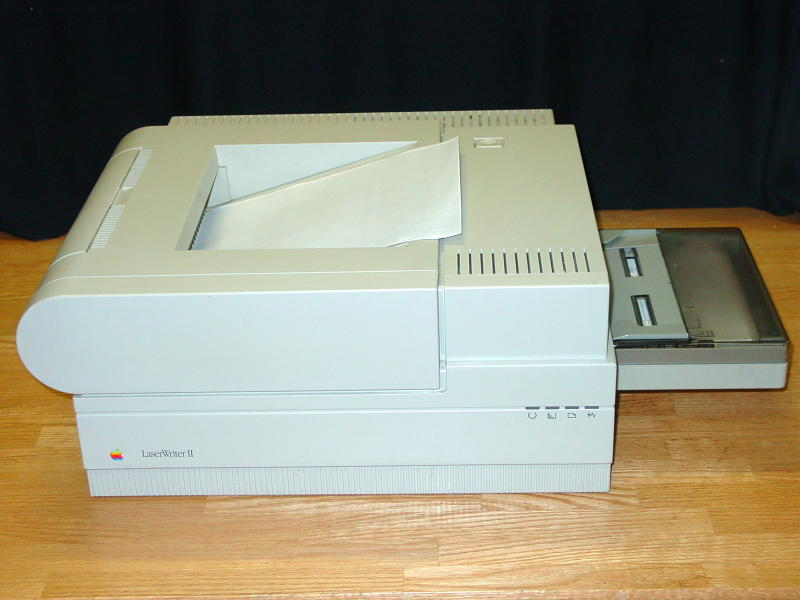
Apple LaserWriter II